# Martynas Mažvydas
Martynas Mažvydas, Martinus Masvidius, Martinus Maszwidas, M. Mossuids Waytkūnas, Mastwidas, Mažvydas, Mosvidius, Maswidsche o Mossvid Vaitkuna ( Žemaičių Naumiestis, 1510 – Könisberg, 21 de mayo de 1563) fue el autor y editor del primer libro en lengua lituana.

## Biografía
Martynas Mažvydas era un prolífico autor lituano del siglo XVI, cuyo nombre se asocia a los inicios de la literatura lituana. De origen samagotiano, probablemente sus padres fueran indigentes y pasó su juventud en Vilna donde trabajó con otros autores del Gran Ducado de Lituania como Abraomas Kulvietis, J. Zablockis y probablemente S. Rapolonis. 
Fue perseguido además por hacer propaganda de sus ideas protestantes y aceptó la invitación de Alberto I de Prusia a Königsberg, donde entró en la Universidad Albertina en 1546 egresando dos años después. Lo que hace suponer que ya había tenido cierta formación académica, probablemente en Cracovia. 
En 1547 publicó Catechismvsa prasty szadei, makslas skaitima raschta yr giesmes, « Las palabras sencillas del catequismo », comenzando así las publicaciones en lituano
En 1549, Mažvydas fue nombrado diácono de Ragainė y ese mismo año publicó Giesme s. Ambraseijaus bey s. Augustina, « La csanción de San Ambrosio », con una dedicatoria en lituano. En 1554, fue nombrado archidiácono de Ragainė y se ocupó de la educación de sus parroquianos y de reglar las actividades agrícolas siguiendo su trabajo literario. En 1559  publicó en Königsberg  su traducción del alemán de « La Forma del Bautismo » y siguió traduciendo de este idioma libros como « Las canciones cristiana » (Parte I en 1566, Parte II en 1570) imprimidos por su primo B. Vilentas y que fueron base de otros libros litúrgicos cantorales del protestantismo en Lituania menor. 
Mažvydas inició los modelos de prácticamente todas las formas literarias lituanas, el abecedario, el catequismo, etc.